# Inspired
 (mars 2025).
Si vous disposez d'ouvrages ou d'articles de référence ou si vous connaissez des sites web de qualité traitant du thème abordé ici, merci de compléter l'article en donnant les références utiles à sa vérifiabilité et en les liant à la section « Notes et références ».

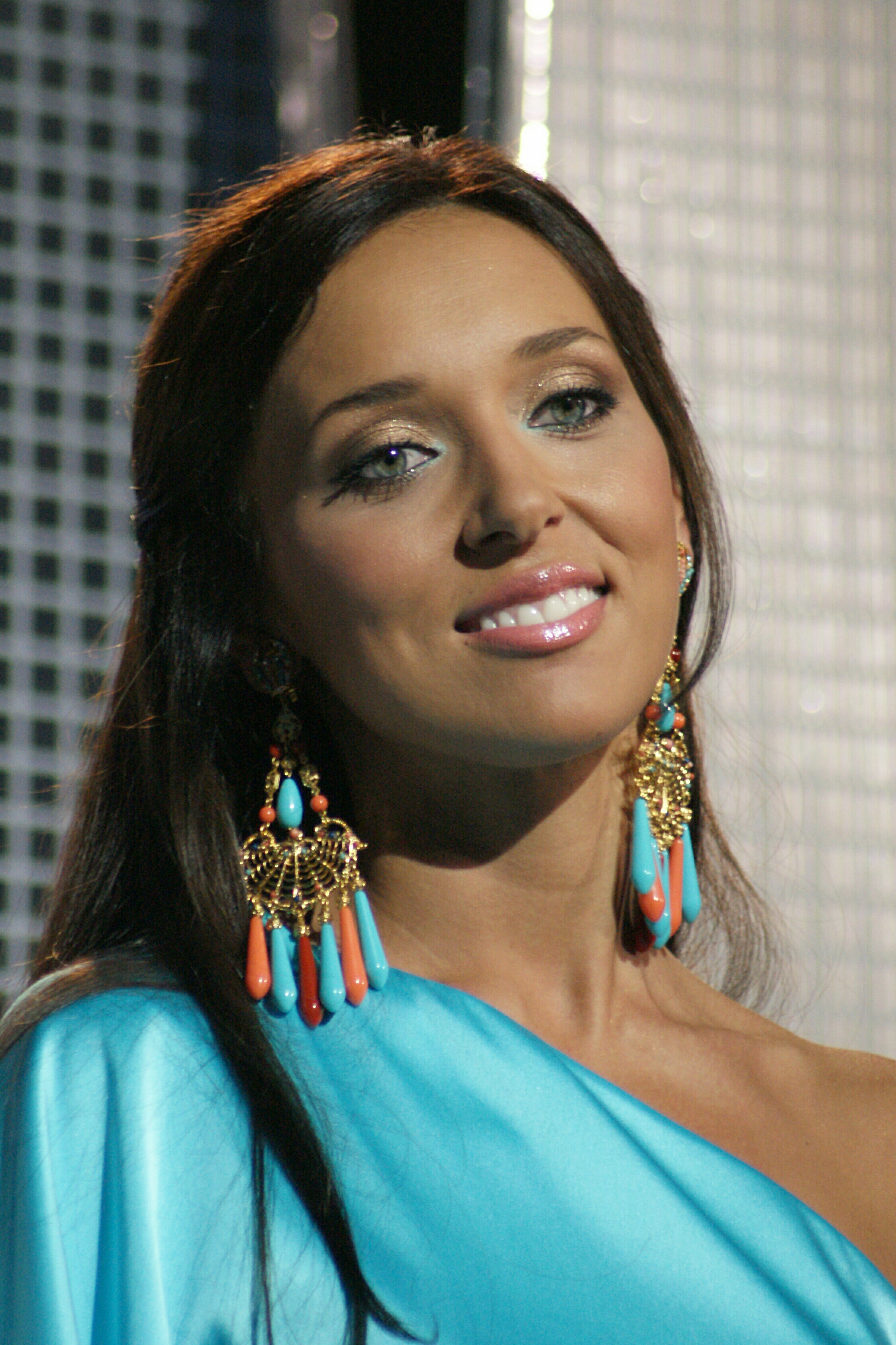
Alsou en 2009.

Inspired est le cinquième album de la chanteuse russe Alsou, sorti en 2007. 

## Titres de l'album
1. Wish I Didn't Know
2. Remind
3. Someone Is You
4. Teardrops
5. I Don't Wana Fall in Love
6. Mama
7. Everybody (Needs Somebody)
8. Always on My Mind
9. Tam, gde rozhdaetsia svet
10. Sunshine
11. Run Right Out of time
12. All of Me
13. Miracles
14. Be with Me